# Кубански казашки хор
Куба̀нският каза̀шки хор (на руски: Кубанский казачий хор, ККХ) в Краснодар е сред най-големите и най-стари фолклорни ансамбли в Русия.
Основан е в Екатеринодар (днес Краснодар) през 1811 г. Изпълнява казашки, украински и руски народни песни от Краснодарския край. Днес репертоарът на хора включва и много стихове и маршове, преработени за хорово изпълнение от художествения ръководител Виктор Захарченко.

## История

### Начало
Хорът е основан на 14 октомври 1811 г. под името Черноморски военен певчески хор (Черноморский Войсковой певческий хор) благодарение на усилията на протойерей Кирил Росинский и регент Григорий Гречинский.
През 1861 г. хорът е преименуван на Кубански военен певчески хор (Кубанский Войсковой певческий хор) и по това време, освен участия в църковни богослужения, започва да изпълнява и светски концерти.

### Съветски съюз
С идването на съветския режим и неговата програмата по етническо прочистване (расказачивание) започват проблемите на хора. През 1921 г. той е разпуснат, за да бъде съживен наново през 1936 г. с ръководители Григорий Концевич и Яков Тараненко. Година по-късно Концевич е арестуван и разстрелян от властите. Въпреки това хорът се разраства и през 1939 г. в състава му се включва и танцова група, във връзка с което бива преименуван на „Ансамбъл за песни и танци на кубанските казаци“ (Ансамбль песни и пляски кубанских казаков).
През 1961 г. по инициатива на Никита Хрушчов ансамбълът, наред с други фолклорни състави, отново е разформирован.
Повторното възраждане на Кубанския казашки хор става през 1968 г. под ръководството на Сергей Чернобай като част от Държавните руски народни хорове.
През 1971 г. хорът взима участие в седмото издание на Международния фолклорен фестивал в Бургас, България и получава диплома и награда — първата от поредица международни и общоруски награди. На фестивала, наред с обичайния източнославянски фолклор, ансамбълът изпълнява и българска песен „Зелен явор“, както и танц „Шопско хоро“. След концерта изпълнителите посещават и прохода Шипка където полагат цветя на Паметника на свободата, на който са изписани имената и на казашки полкове.

### Захарченко
През 1974 г. ръководител на ансамбъла става Виктор Захарченко, който и днес, 40 години по-късно, продължава да изпълнява тази длъжност. Под негово ръководство на сцената се внасят повече автентични фолклорни елементи. Самият той взима дейно участие в изучаването на казашката култура и събирането на народни песни и стихове.
В този период хорът получава и най-големите си признания – орден „Дружба между народите“ (1988) и почетно звание „Академичен“ (1993). По случай 200-годишнината на хора, на него е наименуван астероидът (243204) Кубанхория.